# Шевырногов, Владимир Зиновьевич
Шевырногов Владимир Зиновьевич (7 ноября 1953, Черняховск, Калининградская область — 10 декабря 2002, Омск) — советский и российский фотограф, фотохудожник.

## Биография
В 1957 году, в дошкольном возрасте, с семьей переехал в Омск.
Фотографией увлекся в 1971—1972 годах под влиянием старшего брата, многолетнего оператора Омской студии телевидения Сергея Шевырногова (1943—2015).
Окончил факультет автоматизации Омского политехнического института (ФА ОмПИ) по специальности «Автоматизация и комплексная механизация машиностроительной промышленности» (1972). Работал инженером на кафедре «Метрологии и приборостроения», в учебно-научной межкафедральной стереолаборатории ОмПИ (заведующий лаборатории — В. Ф. Выборнов), фотографом в ОмПИ, фотографом в Омском академическом театре драмы, фотографом в рекламном агентстве. Был преподавателем Омского технологического колледжа. В 1976—1977 годах вёл занятия по курсу фотографии на факультете общественных профессий (ФОП) ОмПИ. Был активным участником студенческого стройотрядовского движения, увлекался туризмом. Член Русского географического общества (1996).
Являлся создателем одной из первых в Омске школ фотомоделей — в омском Доме мод.
Специализация: жанровое фото, портрет, пейзаж, реклама. Творчески использовал разнообразные технические приемы при фотосъёмке и фотопечати (изогелия, соляризация, «эффект Сабатье» и др.) для передачи эстетического, романтического, философского подтекста собственного взгляда на окружающий мир.
С начала 1970-х годов — неизменный участник (впоследствии — член жюри) ежегодных фотовыставок, проводившихся в Омском политехническом институте в рамках фестивалей «Студенческая весна».
Участник, победитель и призёр областных, всероссийских, всесоюзных и международных выставок и конкурсов. Организатор персональных фотовыставок в 1987 г., 1990 г., 1997 г. Работы В.Шевырногова публиковались в газетах «Комсомольская правда»,"Известия", «Неделя», «Омская правда», «Омский вестник», «Вечерний Омск», «Молодой сибиряк», «Новое обозрение» и др.; журналах: «Смена», «Студенческий меридиан», «Театральная жизнь», «Петербургский театральный журнал», «Омск театральный», «Омская муза»; в Международном издании национального театрального фестиваля «Золотая маска».
После смерти В.Шевырногова его друзьями и коллегами проведены фотовыставки работ ушедшего друга: «Продолжение следует…» (2003 г. Музей ОмГТУ), «Прикосновение» (2012 г. Омский музей Кондратия Белова).
Сегодня работы В.Шевырногова хранятся в музее Омского государственного технического университета, в собрании Городского музея «Искусство Омска» (сюда творческое наследие брата в 2012 году передал Сергей Шевырногов), Омском государственном историко-краеведческом музее.
Известный омский писатель С. П. Денисенко использовал работы В.Шевырногова для оформления своих книг «И нет иных координат…» (Омск : Изд-во «Амфора», 2018, ISBN 978-5-906985-46-0), «Не договорили…» (Омск : Изд-во «Омскбланкиздат», 2014, ISBN 978-5-8042-0381-9).